# Stenophylax testaceus
Stenophylax testaceus là một loài Trichoptera trong họ Limnephilidae. Chúng phân bố ở miền Cổ bắc.